# Mon amour (Slimane)
Mon amour is een nummer van de Franse zanger Slimane, op 8 november 2023 uitgebracht door Noé Music. Beschreven als een "ode aan romantiek en liefde", werd het geschreven en gecomponeerd door Slimane, Yaacov Salah en Meïr Salah. Het nummer vertegenwoordigde Frankrijk op het Eurovisiesongfestival 2024. Slimane behaalde een vierde plaats. 
Mon amour is in de hitlijsten van Frankrijk en België terechtgekomen en is door de SNEP als goud gecertificeerd.

## Eurovisiesongfestival

### Interne selectie
De Franse omroep France Télévisions maakte officieel hun deelname aan het Eurovisie Songfestival 2024 bekend op 7 juni 2023. Op 8 november 2023 maakte de omroep bekend dat Slimane Frankrijk gaat vertegenwoordigen in Malmö. Zijn bijhorende nummer Mon Amour werd die dag ook meteen vrijgegeven, als eerste officiële Eurosong-nummer.